# Sudoeste Baiano

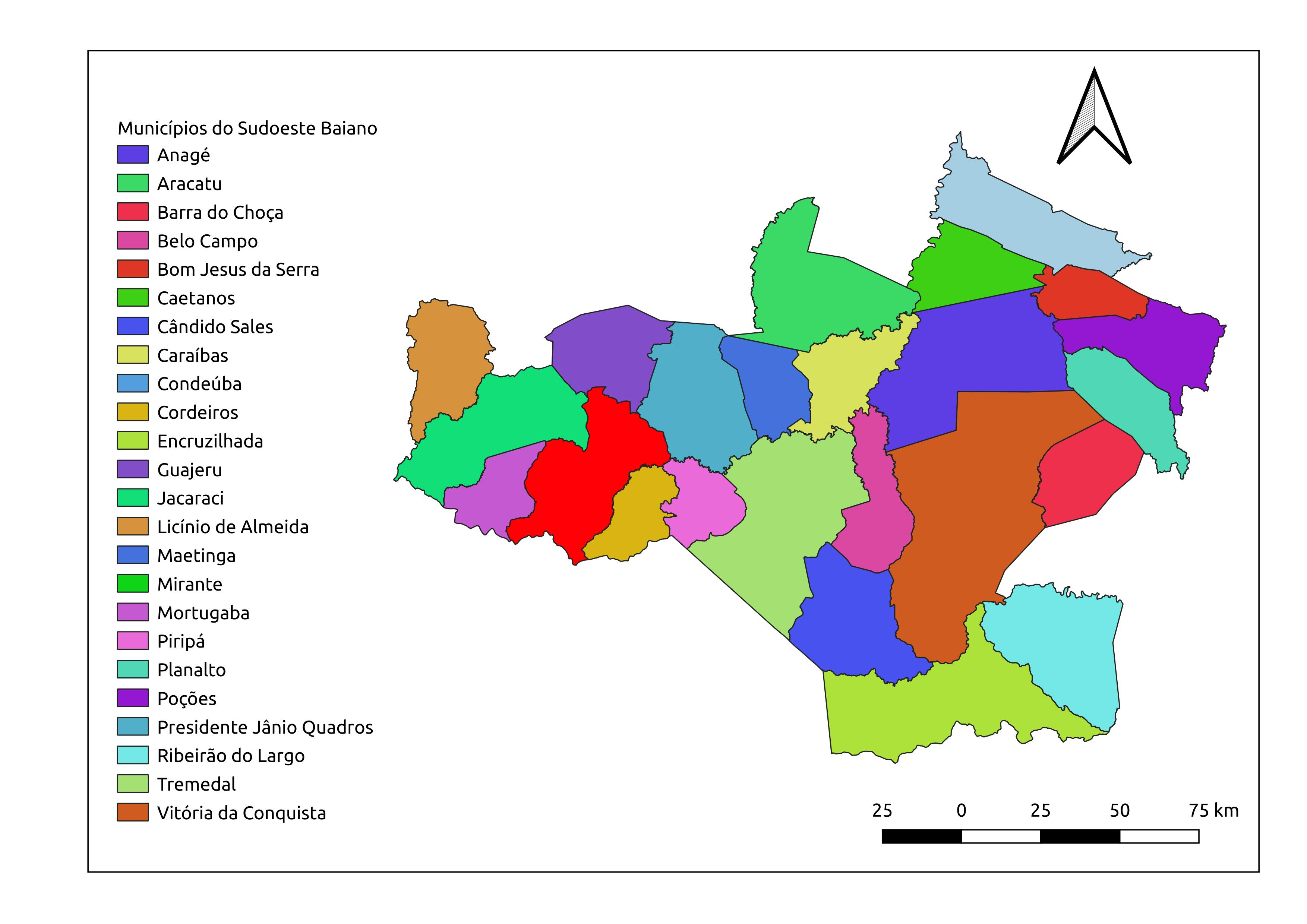
Mapa dos Munícipios participantes do Território Identidade Sudoeste Baiano

O Sudoeste Baiano é um Território de Identidade do estado da Bahia, está localizado no Centro Sul Baiano e engloba 24 municípios: Anagé, Aracatu, Barra do Choça, Belo Campo, Bom Jesus da Serra, Caetanos, Cândido Sales, Caraíbas, Condeúba, Cordeiros, Encruzilhada, Guajeru, Jacaraci, Licínio de Almeida, Maetinga, Mirante, Mortugaba, Piripá, Planalto, Poções, Presidente Jânio Quadros, Ribeirão do Largo, Tremedal e Vitória da Conquista.
Originalmente criado como Território de Identidade Vitória da Conquista, teve o nome alterado para TI Sudoeste Baiano, mas não deve ser confundido com a Região Econômica do Sudoeste da Bahia, antiga organização territorial do Estado da Bahia. Os municípios mais populosos da região, segundo o censo 2022, são Vitória da Conquista (370.879) e Poções (48.293). 

## Características físicas

### Relevo e Clima
O sudoeste baiano apresenta uma diversidade geomorfológica, influenciada por sua localização entre 14° a 15°45’ de latitude sul e 40°15’ a 42°45’ de longitude oeste. Com uma área aproximada de 27.275,6 km², que corresponde a cerca de 4,8% do território baiano. A região é caracterizada por uma topografia variada, com altitudes que oscilam entre 600 m e mais de 1.000 m. Nos extremos leste e oeste, o relevo é mais acidentado, enquanto na parte central predominam áreas aplanadas, configurando platôs e chapadas. Esse relevo influencia diretamente no clima, que varia de subúmido a seco, semiárido e úmido a subúmido, com temperaturas anuais que oscilam entre 18°C e 24°C.

### Hidrologia
A Região Hidrográfica (RH) do Atlântico Leste, na qual está inserido o território de identidade do Sudoeste Baiano, apresenta a segunda menor disponibilidade hídrica entre as doze regiões hidrográficas do Brasil. Essa escassez de água é atribuída à baixa vazão dos rios e à alta frequência de rios intermitentes. A situação é agravada pela localização no semiárido nordestino, onde a ocorrência de secas prolongadas são comuns. Isso leva a uma criticidade quantitativa em 46% da extensão dos principais rios, indicando que a oferta natural de água não atende à demanda atual, potencializando conflitos pelo uso da água. A Bacia do Rio de Contas, ao norte, e a Bacia do Rio Pardo, ao sul, possuem a maioria dos seus cursos d'água com regime intermitente, exceto nas áreas de nascentes da Bacia do Rio de Contas, como os rios do Antônio, Gavião e Verruga. A rede hidrográfica inclui diversos corpos d'água, como a Barragem de Anagé, também conhecida como Deputado Elquison Soares, localizada nos limites dos municípios de Caraíbas, Belo Campo e Anagé, a Barragem Água Fria, no município de Barra do Choça. E a  Barragem de Morrinhos, em Poções.

#### Bacias Hidrográficas Importantes
- Bacia Hidrográfica do Rio Pardo: Esta bacia cobre 32.627 km² e é essencial para o abastecimento e agricultura na região. É administrada pela Agência Nacional de Águas (ANA), abrange 35 municípios (22 na Bahia) e é crucial para o abastecimento e agricultura, mas enfrenta desafios significativos devido à baixa disponibilidade hídrica e intermitência dos rios.[4]
- Bacia Hidrográfica do Rio de Contas: Vital para a agricultura irrigada, esta bacia enfrenta limitações na expansão devido à baixa disponibilidade hídrica e intermitência dos rios, sendo essencial para a produção agrícola da região.[3][4]

A infraestrutura de abastecimento de água no Sudoeste Baiano necessita de melhorias significativas. Atualmente, 96% dos municípios estão cobertos por redes gerais de abastecimento, uma porcentagem acima da média nacional. No entanto, projeções indicam que até 2025, 10% dos municípios precisarão de ampliação dos sistemas existentes e 63% necessitarão de novos mananciais para complementar o abastecimento. A deficiência na infraestrutura pode comprometer a disponibilidade de água para a população crescente e para as atividades econômicas da região.
A região enfrenta desafios significativos relacionados à escassez hídrica, exacerbados pelas mudanças climáticas e eventos de seca. A gestão sustentável dos recursos hídricos, incluindo melhorias na infraestrutura de abastecimento e estratégias de conservação, é essencial para garantir o desenvolvimento sustentável e a qualidade de vida na região. Políticas integradas e investimentos em infraestrutura hídrica são fundamentais para enfrentar os desafios e assegurar a disponibilidade de água para as gerações futuras.

## Biodiversidade
A biodiversidade, também conhecida como diversidade biológica, é a ampla gama de vida presente no nosso planeta, abrangendo ecossistemas diversos, espécies variadas e genes únicos. Ela engloba a diversidade dentro das populações de uma mesma espécie (diversidade genética), entre diferentes espécies (diversidade de espécies) e nos variados tipos de habitats (diversidade de ecossistemas) .

### Fitofisionomias

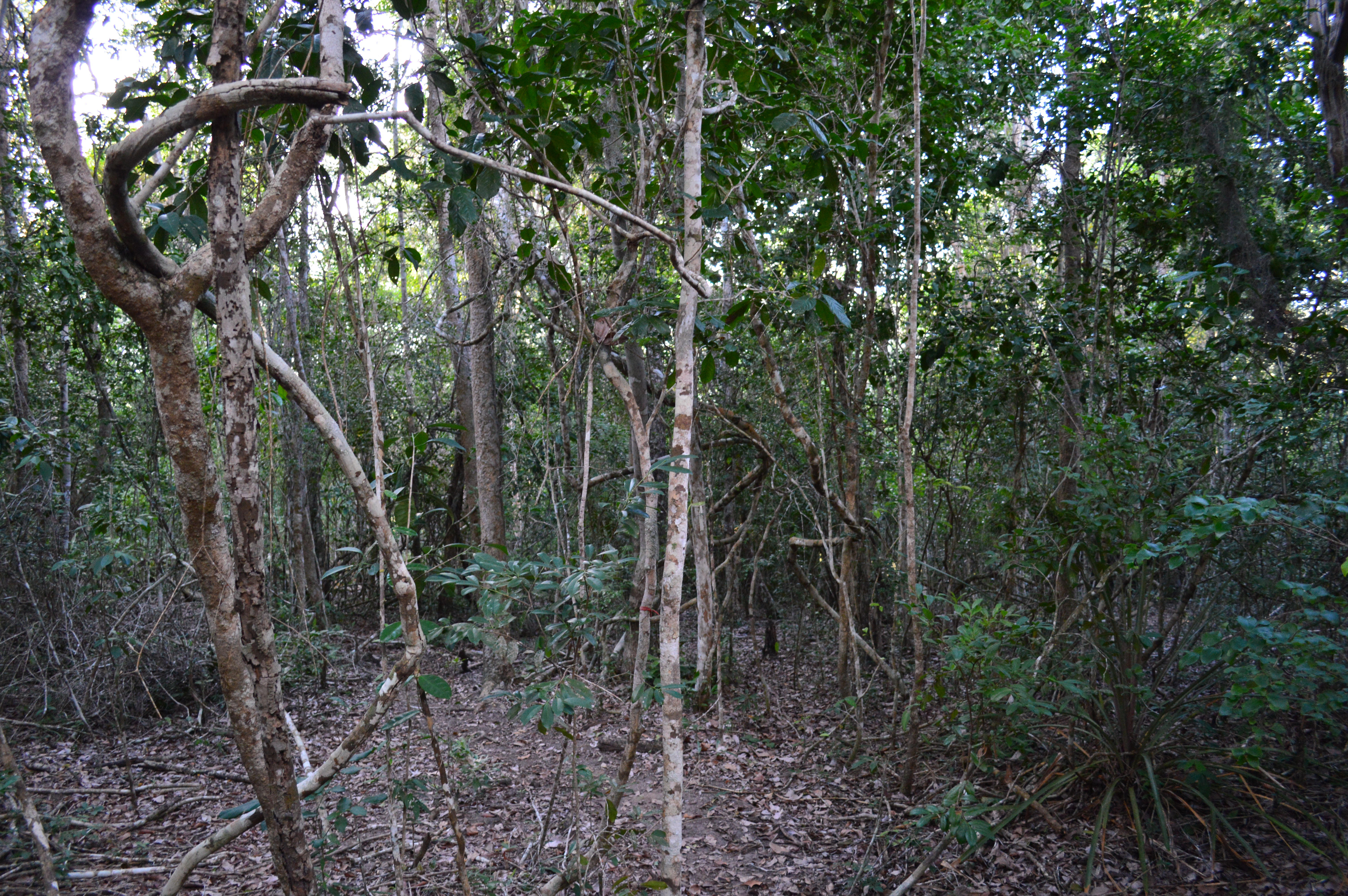
Mata de cipó.

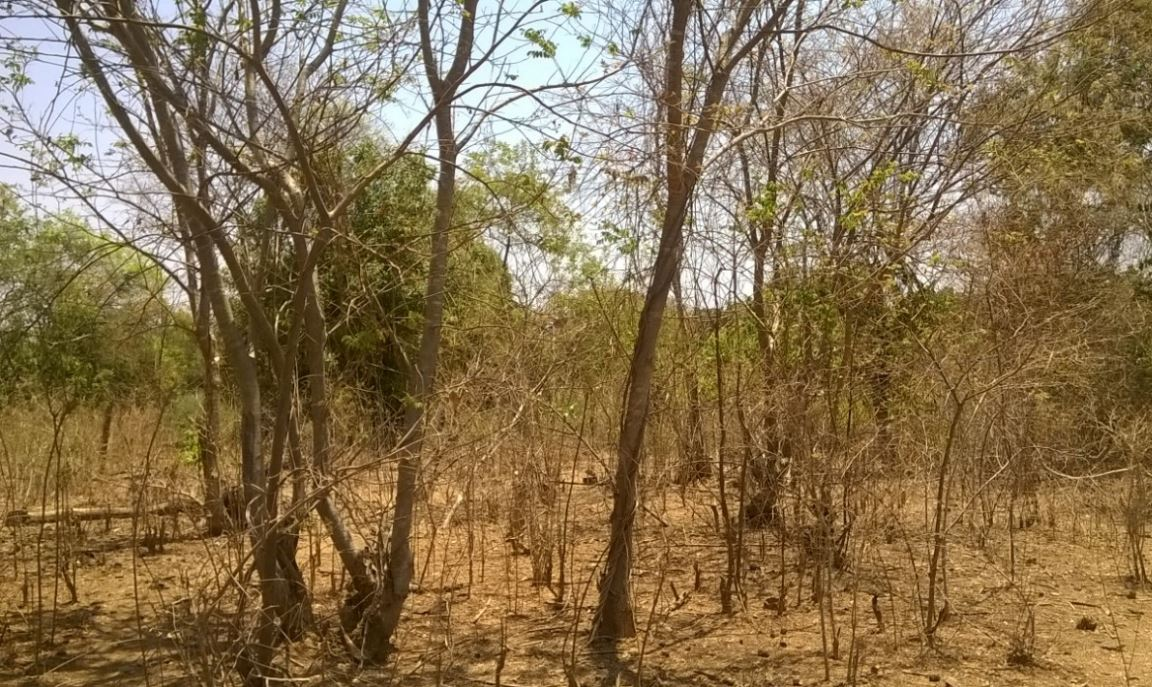
Floresta Estacional Decidual.

O Território de Identidade Sudoeste Baiano apresenta três ambientes vegetacionais distintos em diferentes proporções: Caatinga, no Centro-Norte, Floresta Estacional Decidual, na porção Sul-Sudeste e Cerrado em algumas regiões do extremo Oeste do Território. O Sudoeste Baiano é caracterizado por ambientes vegetacionais de transição, como Caatinga- Floresta Estacional, Cerrado- Floresta Estacional e Cerrado - Caatinga - Floresta Estacional, principalmente na porção Oeste, onde existem áreas de tensão ecológica. Uma típica Floresta Estacional importante para o território em termos de biodiversidade e emblemática do ponto de vista conservacionista é a Mata de Cipó, vegetação caracterizada por muitas lianas em sua composição e sub-bosque denso. 

### Diversidade de Espécies
O Sudoeste Baiano apresenta lacunas de conhecimento sobre a diversidade e distribuição das espécies. Nesse sentido, a região da Serra do Periperi em Vitória da Conquista, por ser uma Unidade de Conservação, desperta interesse para estudos e é a área com maior registro de fauna e flora. Os ambientes do Território possuem ocorrência de espécies nativas como, Syagrus coronata (Licuri), Ceiba glaziovii (Barriguda), Tabebuia impetiginosa (Ipê-roxo).

### Fauna do Parque da Serra do Periperi

###### Mamíferos
Bradypus variegatus (Preguiça-comum); Sylvilagus brasiliensis (Tapiti); Didelphis albiventris (Saruê); Marmosops sp (Ratinho-da-mata); Sapajus apella apella (Macaco-prego); Sapajus xanthosternos (Macaco-prego-do-peito-amarelo); Callithrix penicillata (Sagui-de-tufos-pretos); Coendou insidiosus (ouriço-cacheiro); Dasyprocta sp. (Cutia). 

###### Aves
Agelaiodes badius (Asa-de-telha); Amazilia lactea (Beija-flor-de-peito azul); Anthracothorax nigricollis (Beija-flor-de-veste preta); Athene cunicularia (Coruja-buraqueira); Brotogeris chiriri (Periquito-de-asa amarela); Caracara plancus (Carcará); Cathartes burrovianus (Urubu-de-cabeça amarela); Chlorostilbon lucidus (Besourinho-de-bico-vermelho); Coereba flaveola (Cambacica); Columbina picui (Rolinha-picuí); Columbina squammata (Rolinha-fogo- apagou); Columbina talpacote (Rolinha-caldo-de feijão); Coragyps atratus (Urubu-de-cabeça-preta); Coryphospingus pileatus (Cristinha); Crysomus ruficapillus (Garibalde); Cyanocorax cyanopogon (Gralha-cancã); Cyclarhis gujanensis (Pitiguari); Dacnis cayana (Saí-azul); Elaenia flavogaster (Guaracava-de-barriga-amarela); Eupetomena macroura (Beija-flor-tesoura); Eupsittula cactorum (Periquito-vaqueiro); Falco sparverius (Quiriquiri); Fluvicola nengeta (Lavadeira- mascarada); Furnarius rufus (João-de-barro); Gnorimopsar chopi (Pássaro-preto); Guira guira (Anu-branco); Lepidocolaptes angustirostris (Arapaçu-do-cerrado); Megarynchus pitangua (Bem-te-vi-de-bico- chato); Milvago chimachima (Gavião-carrapateiro); Mimus saturninus (Sabiá-do-campo); Molothrus bonariensis (Chupim); Molothrus rufoaxillaris (Vira-bosta-picumã); Myiarchus ferox (Maria-cavaleira); Myiarchus tyrannulus (Maria-cavaleira-de rabo-enferrujado); Myiophobus fasciatus (Filipe); Myiothlypis flaveola (Canário-do-campo); Myiozetetes similis (Bentevizinho-de-penacho-vermelho); Nystalus maculatus (Rapazinho-dos-velhos); Ortalis guttata (Araquã); Phacellodomus rufifrons (João-de-pau); Phaeomyias murina (Bagageiro); Piaya cayana (Alma-de-gato); Pitangus sulphuratus (Bem-te-vi); Polioptila plumbea (Balança-rabo-de-chapéu-preto). 

###### Insetos (Gêneros da Família Formicidae)
Acropyga; Anochetus; Apterostigma; Atta; Azteca; Brachymyrmex; Camponotus; Cephalotes; Crematogaster; Cyphomyrmex; Dolichoderus; Dorymyrmex; Eciton; Ectatomma; Gnamptogenys; Heteroponera; Hypoponera; Hylomyrma; Labidus; Linepithema; Megalomyrmex; Myrmelachista; Ochetomyrmex; Octostruma; Odontomachus; Oxyepoecus; Pachycondyla; Paratrechina; Pheidole; Pseudomyrmex; Pyramica; Quadristruma; Solenopsis; Stegomyrmex; Thaumatomyrmex; Trachymyrmex; Wasmannia. 

###### Répteis
Chelonoidis carbonaria (Jabuti-piranga); Phrynops geoffroanus (Cágado-de-barbicha); Psilops paeminosus (Lagarto-de-cauda-vermelha); Ameiva ameiva (Calango-verde); Oxyrophus trigeminus (Cobra-coral-falsa); Micrurus ibiboboca (Cobra-coral-verdadeira); Bothrops (Cobra-jararaca); Liophis sp (Cobra-verde); Boa constrictor (Jiboia); Pseudoboa nigra (Cobra-preta); Tupinambis teguixin (Teiú); Waglerophis merremii (Cobra-poipeba). 

### Flora do Parque da Serra do Periperi

###### Angiospermas (Famílias)
Anacardiaceae; Anonaceae; Aquifoliaceae; Araliaceae; Arecaceae; Asteraceae; Bignoniaceae; Boraginaceae; Burseraceae; Cactaceae; Caryocaraceae; Cecropiaceae; Celastraceae; Clusiaceae; Commelinaceae; Connaraceae; Convolvulaceae; Cyperaceae; Dicksonaceae; Ebenaceae; Ericaceae; Erythroxylaceae; Euphorbiaceae; Fabaceae; Lamiaceae; Lauraceae; Magnoliaceae; Malpighiaceae; Malvaceae; Melastomataceae; Myrsinaceae; Myrtaceae; Nyctaginaceae; Ochnaceae; Olacaceae; Orchidaceae; Passifloraceae; Phytolaccaceae; Polygaleaceae; Portulacaceae; Proteaceae; Rhamnaceae; Rubiaceae; Rutaceae; Salicaceae; Sapindaceae; Solanaceae; Styracaceae; Verbenaceae; Vochysiaceae. 

###### Briófitas (Famílias)
Aneuraceae; Calymperaceae; Caphaloziellaceae; Dicranaceae; Hypnaceae; Jubulaceae; Lejeuneaceae; Lepidoziaceae; Metzgeriaceae; Meteoriaceae; Myrsinaceae; Neckeraceae; Orthotrichaceae; Phyllogoniaceae; Pilotrichaceae; Plagiochilaceae; Porellaceae; Pottiaceae; Pterobryaceae; Radulaceae; Rhizogoniaceae; Sematophyllaceae. 

#### Espécies Endêmicas
No Território há algumas espécies endêmicas e ameaçadas como o Melocactus conoideus e o Rhopornis ardesiacus (Gravatazeiro).

### Aspectos Genéticos

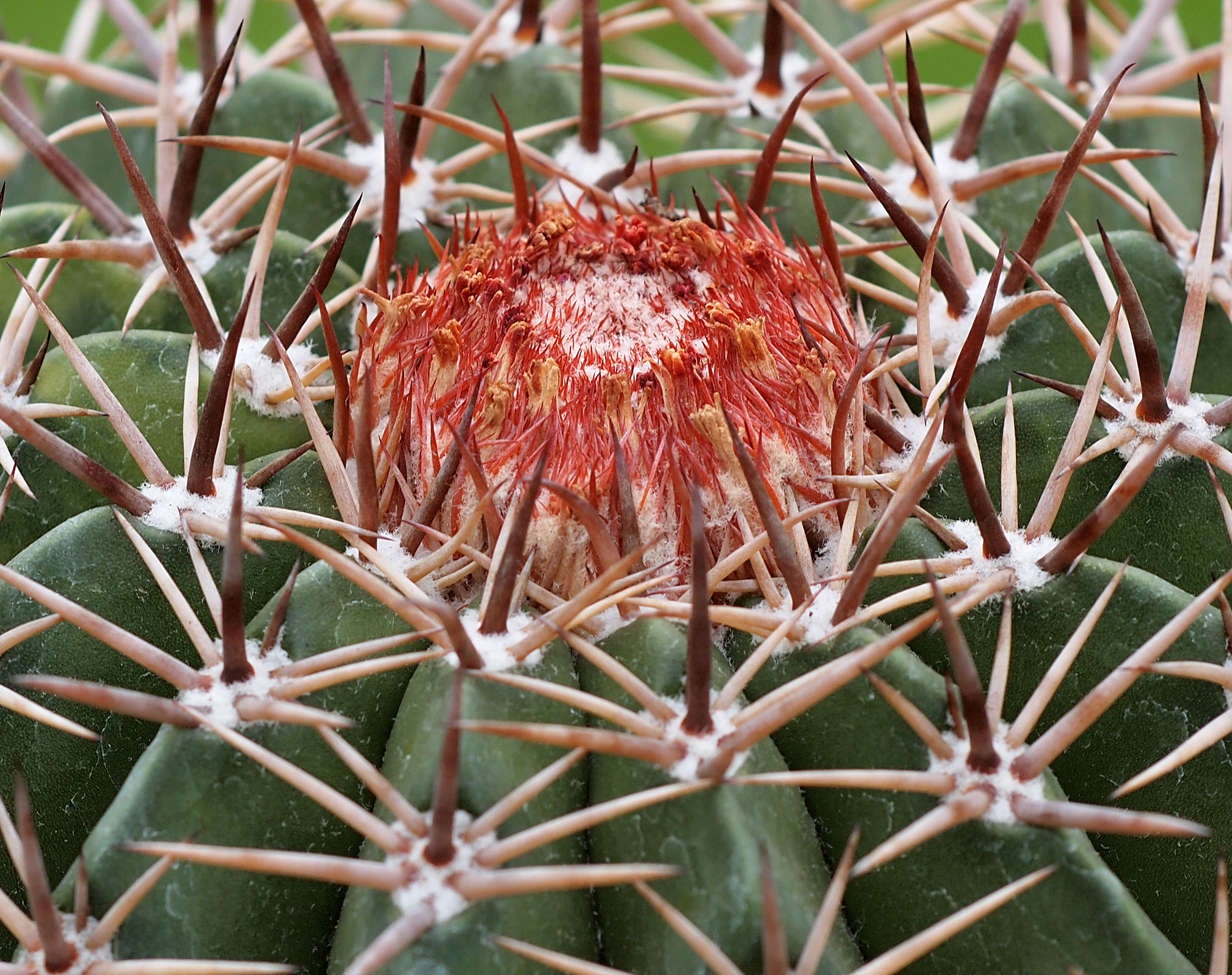
Melocactus conoideus

Com relação aos aspectos genéticos, existe uma certa variedade de estudos realizados, em sua maioria estas pesquisas estão presentes no município de Vitória da conquista, no entanto, é possível encontrar: estudos sobre variabilidade genética do umbuzeiro (Spondias tuberosa) em Anagé, estudos em Barra do Choça com análise de fungo (Fusarium oxysporum f. sp. cubense) e café (Coffea arabica), estudos sobre clones de mandioca (Manihot esculenta Crantz) em Cândido Sales, análise de genes de caprinos autóctones em Caraíbas, e por fim estudos diversos no âmbito genético sobre o maracujá (Passiflora sp.) em Anagé, Belo Campo, Cândido Sales, Condeúba, Cordeiros, Encruzilhada, Jacarací, Licínio de Almeida, Mortugaba, Piripá, Poções e Tremedal.  

Já o município de Vitória da Conquista, conta com uma diversidade maior de estudos genéticos realizados, incluindo entre estas pesquisas, análise genética do Melocactus conoideus, estudos antropogenéticos com pacientes da região, e pesquisas sobre plantações agronômicas de maracujá (Passiflora sp.), melancia (Citrullus lanatus), feijão-caupi (Vigna unguiculata) e entre outros. Dentre todos os municípios do Sudoeste Baiano, Vitória da Conquista destaca-se pela maior quantidade de pesquisas realizadas e encontradas, esse tipo de êxito no âmbito genético proporciona para a região uma maior visibilidade sobre o conteúdo genético das populações que a compõem e consequentemente, permite o apontamento das relações evolutivas passadas e presentes de seus componentes. 

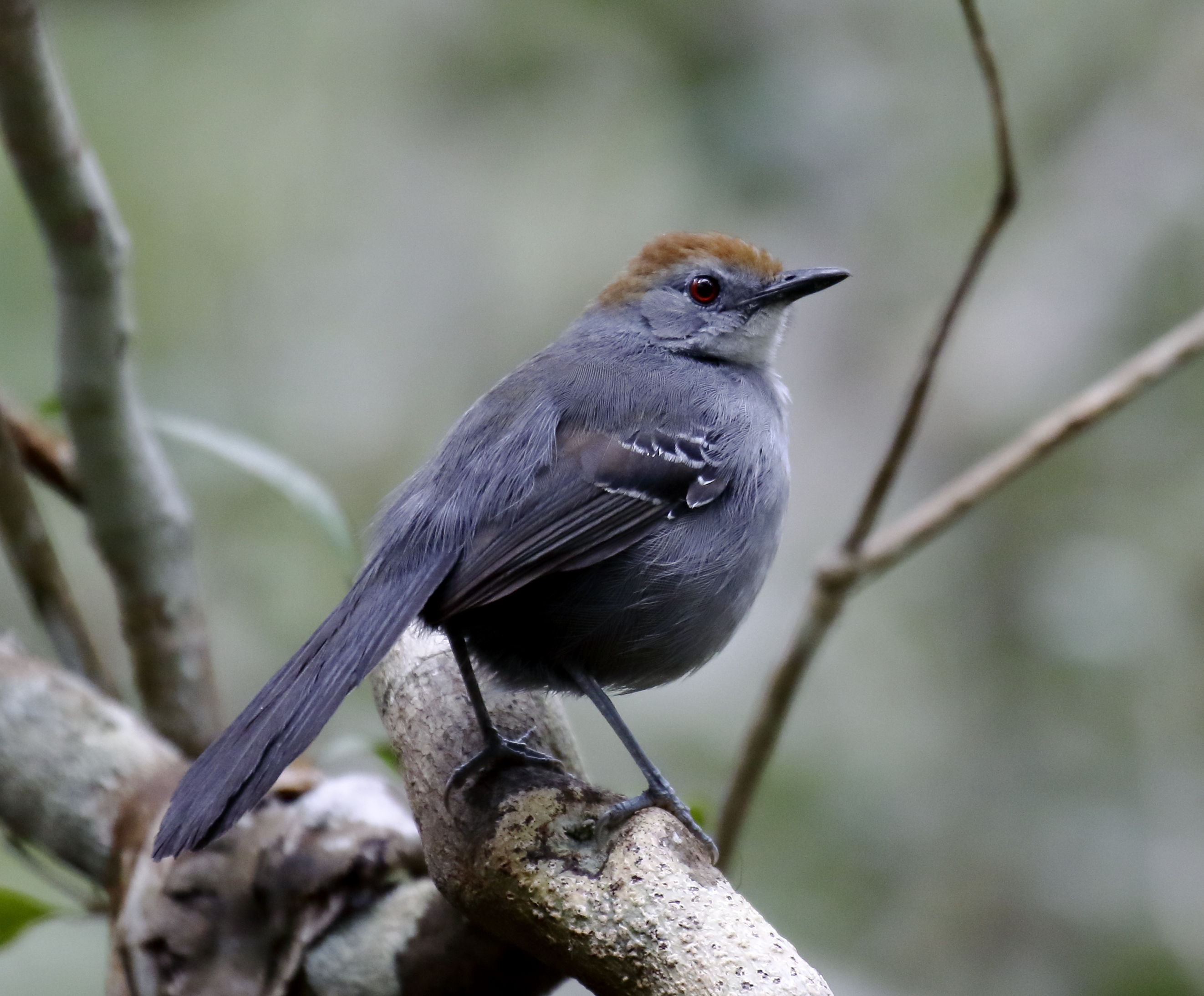
Rhopornis ardesiacus

## Ameaças à Biodiversidade
Quando os valores econômicos, estéticos e sociais do meio ambiente são perturbados, há um risco de extinção de espécies. A degradação de uma espécie pode fragmentar comunidades e reduzir a variação genética. Uma vez extinta, a espécie não pode ser recuperada, e seus benefícios são perdidos. A ação humana tem destruído e fragmentado paisagens, levando à extinção de espécies e comunidades. As principais ameaças à biodiversidade no Sudoeste Baiano incluem: perda e fragmentação de habitats, superexploração de recursos, introdução de espécies exóticas, poluição ambiental e mudanças climáticas/aquecimento global.

#### Perda e Fragmentação de Habitat
A perda e fragmentação de habitat é um dos maiores fatores que ameaçam a biodiversidade e refere-se à destruição ou degradação das áreas naturais, resultando numa diminuição da quantidade de habitat disponível para as espécies selvagens. Embora seja um tópico importante na conservação da biodiversidade observa-se que existem poucos estudos que falem diretamente sobre a fragmentação e perda de habitat para os municípios que compõe o Território de Identidade do Sudoeste Baiano. 
Contudo, existem trabalhos que trazem um pouco dos impactos ambientais nas vegetações e nascente como a do Rio Verruga, que foram e são desencadeados por ações antrópicas. No município de Vitoria da Conquista, por exemplo, é possível encontrar alguns artigos que falam sobre os impactos ambientais nas áreas de conservação do município, como a Reserva Florestal do Poço Escuro e a Serra do Periperi. 
Ao analisarmos de modo mais profundo, a Reserva Florestal do Poço Escuro localizada na vertente sul da Serra do Periperi e que se estende por dentro da área urbana do município, acaba sofrendo diretamente os impactos das ações antrópicas. Tornando-se ainda mais susceptível a poluição seja ela de excrementos, lixos e do ar. Além disso, a Serra do Periperi também sofre ações antrópicas por circundar a cidade, onde o uso desordenados do solo, agravados nas últimas décadas, assim como à devastação da sua cobertura vegetal. Desse modo, percebe-se a presença de áreas degradadas devido à atividade de mineração (sobretudo retirada de areia) e de extração de lenha pela população. Nesse sentido, a fragmentação existente pode limitar a capacidade de espécies de se dispersarem e colonizarem novos habitats, além de reduzir a capacidade de alimentação dos animais nativos. Populações fragmentadas tornam-se mais vulneráveis a problemas genéticos e demográficos, o que pode levar ao declínio e à extinção dessas espécies.
Seguindo essa premissa, o Melocactus conoideus uma das espécies de cacto endêmico da Serra do Periperi em Vitória da Conquista (BA) tem sido prejudicada pela perda e fragmentação da serra, segundo o IUCN uma das indicações das ameaças á espécie que se encontra criticamente em perigo de extinção,foi a construção local, e a extração de areia, das áreas onde a especie é encontrada,que alem da espécie, vem prejudicando outras espécies foi então criado projetos de modo a preservar a espécie, como a criação da unidade de conservação da Serra, o plano de manejo do parque da serra do Periperi e também iniciativas de conscientização ambiental junto às comunidades locais próximas à sua área de distribuição. Contudo, apesar dos esforços de conservação, devido à ocorrência da espécie em apenas uma localidade, o M. conoideus continua sendo ameaçada pela expansão urbana, como também por queimadas e mineração de quartzo, além da atividade de coletores e manipulação ambiental, mantendo dessa maneira, a espécie em perigo extremamente elevado de extinção na natureza.

#### Poluição Ambiental
No sudoeste baiano, foram apontados problemas sanitários, tais como a falta de esgotamento e aterros sanitários para a maioria dos municípios que o compõem. Além disso, dois rios presentes no município de Vitória da Conquista e em outros onze dos vinte e quatro municípios do território de identidade, denominados Rio Verruga e Rio Gavião, respectivamente, apresentaram altos níveis de poluição. 
No caso do Rio Verruga, moradores tendem a encontrar resíduos como sacolas plásticas, esgoto doméstico, pneus, animais mortos, móveis e até mesmo lixo hospitalar, e tambem há um problema do uso abusivo de antibióticos, Como indicado em um estudo de 2015 que analisou o Rio Verruga (Vitória da Conquista) e o Rio Água Fria (Barra do Choça), indicou que dos 8 pontos estudados, a presença de amoxicilina, um antibiótico de ampla utilização, está associado em maior quantidade a pontos próximos a centros urbanos, vale ressaltar q alguns medicamentos so podem ser consumidos com prescrição de um profissional de saude,e a exposição execiva pode se um sinal de alerta para uma possível disseminação de super patógenos,Isso ocorre quando os microrganismos desenvolvem resistência aos antibióticos devido à exposição repetida a essas substâncias, devido as excretas após a ingestão, para o tratamento . Essa resistência pode ser transferida entre diferentes bactérias, o que torna os tratamentos antibióticos menos eficazes e pode levar a infecções mais difíceis de tratar em humanos e animais. 
Para o Rio Gavião, dentro do município de Anagé, foi notado o despejo de esgoto sanitário diretamente no rio, com quatro caixas coletoras de esgoto abertas sendo constantemente despejadas no rio, o que causa revolta na população pela falta de apoio público para lidar com a degradação do aquífero. 
No município de Poções, atividades agrícolas e de pecuária dentro da APP da Barragem de Morrinhos demonstraram degradação do solo, poluição dos recursos hídricos, emissão de gases de efeito estufa, desmatamento acentuado e emissão de resíduos. No município de Barra do Choça, com o aumento da cafeicultura na região, foi notada a degradação do solo, com efeitos de erosão, perda da fertilidade natural e poluição dos rios e da barragem, onde os produtores ressaltaram que não levaram em consideração as questões ambientais. 
Em Bom Jesus da Serra, é relatada uma mina abandonada de amianto na região, onde foi confirmada a contaminação do ar e do solo pela poeira dos poluentes, além da limitação do abastecimento e fornecimento de água em épocas de escassez. A mineração também é uma questão no município de Licínio de Almeida, onde a implementação da empresa de extração de minérios de ferro afeta diretamente o solo com o escoamento do minério e também o uso desenfreado dos recursos hídricos da região. 
Já em Cândido Sales, o Rio Pardo recebe há anos resíduos sólidos e líquidos provenientes da atividade econômica do couro (curtumes). 

#### Superexploração de Recursos
O tráfico de animais silvestres é uma prática que contribui significativamente para a superexploração dos recursos naturais, afetando a biodiversidade e o equilíbrio dos ecossistemas. Recentes operações no Sudoeste da Bahia evidenciam a gravidade dessa situação, com a polícia resgatando 190 aves silvestres a 751 km da BR-116  em Poções, conforme reportado pelo Correio 24 Horas. Dados da Polícia Rodoviária Federal (PRF) mostram um aumento de 74% no número de animais resgatados nas rodovias federais da Bahia nos primeiros nove meses de 2022, em comparação ao total de 2021, sendo um trecho da BR-116 em Vitória da Conquista uma das principais ocorrências . Esse tráfico não só ameaça as espécies envolvidas, muitas vezes levando-as ao risco de extinção, mas também provoca desequilíbrios ecológicos e consequências negativas para o meio ambiente e para as comunidades humanas que dependem desses ecossistemas.

#### Introdução de Espécies Exóticas Invasoras
Espécies animais invasoras também encontraram na região do sudoeste baiano uma área propícia para a sua proliferação. As aves representadas pelas pombas (Columbina) e pardais (Passer) possuem distribuição originária na Europa, mas foram introduzidas propositalmente pelo homem e se tornaram espécies cosmopolitas encontrada em centro urbanos como na cidade de Vitória da Conquista e região e já com um alto grau de domesticação. 
Na região, a piscicultura e a pesca artesanal realizada nas bacias hidrográficas proporcionaram a introdução de espécies invasoras de peixes de âmbito nacional e internacional. Na barragem de Anagé utilizada pelos pescadores, dentre as espécies encontradas, duas possuem distribuição fora do Brasil, a tilápia originária da África e a carpa da região européia e asiática. Outras espécies exóticas na região, mesmo brasileiras, também impactam o ecossistema devido à sua facilidade de dispersão, são elas os peixes amazônicos tucunaré, apairi e acari e o pacu originária do pantanal matogrossense. Dentre as variedades citadas, a tilápia e a acari são pescadas com frequência também no municípios de Cândido Sales. 
No Brasil, a Apis mellifera mellifera, também conhecida como abelha alemã ou preta, foi a primeira do gênero a ser introduzida, originária da região européia e asiática. No sudoeste baiano há relatos de ocorrência em Vitória da Conquista e região . Em 1956, alguns enxames de diferentes espécies do gênero escaparam de experimentos controlados e se multiplicaram no ambiente externo, cruzando com as raças já existentes no Brasil, originando as abelhas africanizadas, que desde então se dispersaram por todo o território nacional.  

#### Mudanças climáticas/aquecimento global
No Sudoeste Baiano, dentre todos os municípios, novamente é Vitória da Conquista, que apresenta estudos sobre alterações climáticas. Um estudo envolvendo o município, revelou que houve um aumento significativo no número de dias em 1 ano. Quando a temperatura máxima era >25 °C; houve um  aumento do número de dias com temperatura mínima >20 °C. Vale ressaltar que pelas condições de altitude e por estar sob o sistema climático das ZCAS (Zona de Convergência do Atlântico Sul), essa região apresentou variações  principalmente nas temperaturas levando ao aumento do número de dias sem chuva e consequentemente diminuição da precipitação pluviométrica. 
São exemplos desses impactos as oscilações ocorridas no período de  21 de julho de 2023 onde o município apresentou uma abrupta queda de temperatura com intensas chuvas, ventos fortes e gelados, desde os dias anteriores, registrando a menor temperatura do ano de 8,8°C. Com o intuito de diminuir os problemas causados em função dessas mudanças climáticas, a prefeitura apresentou ações como a adesão ao programa Produtor de Água, da Agência Nacional de Águas (ANA) e o Programa Municipal de Pagamento por Serviços Ambientais, instituído pela Lei Municipal n° 2.452/2021, como iniciativas para fortalecer as políticas públicas no combate aos problemas ambientais.

## Proteção à Biodiversidade

### Unidades de Conservação
O Sudoeste Baiano possui duas Unidades de Conservação regulamentadas pelo SNUC, o Parque Municipal da Serra do Periperi, localizado no município de Vitória da Conquista e a Reserva Particular do Patrimônio Natural (RPPN), localizada no município de Barra do Choça. Devido a vulnerabilidade da vegetação e a tendência de antropização da área, desde 2014 há um pleito da comunidade junto ao poder público para a criação de uma unidade de conservação (UC) na Serra do Cocho, no município de Tremedal. 
A UC Parque Municipal da Serra do Periperi, foi estabelecida pelo Decreto nº 9.480/992 com o objetivo de organizar o uso e a ocupação do solo, preservar as áreas verdes remanescentes nas encostas e no topo da Serra do Periperi, proteger as nascentes existentes e recuperar as áreas degradadas pela atividade de mineração, minimizando e corrigindo os processos erosivos decorrentes da degradação ambiental. Dentro da área do parque, encontra-se a Reserva do Poço Escuro, uma área de 17 hectares de mata de cipó remanescente.
A área do parque ainda conta com uma espécie de cacto endêmico de Vitória da Conquista, o Melocactus conoideus, que está na lista de espécies ameaçadas de extinção, de acordo com a União Internacional para a Conservação da Natureza (IUCN). A existência de exemplares da flora e funga de Mata Atlântica, e ainda a ocorrência significativa de espécies da fauna em situação de vulnerabilidade, desperta o interesse de pesquisadores sobre a área, porém, o parque não possui infraestrutura para o desenvolvimento de pesquisas.

### Reserva Particular do Patrimônio Natural
Reserva Particular do Patrimônio Natural (RPPN) tem como objetivo principal a conservação biológica e pode ser utilizada para pesquisa científica, além de atividades turísticas, educacionais e recreativas.
Segundo dados do Cadastro Nacional de Unidades de Conservação (CNUC) há no Brasil, atualmente, 1.242  RPPNs, entre federais, estaduais e municipais. Embora o Brasil conte com um número relativamente abundante de RPPNs, na região do Sudoeste Baiano encontra-se uma única reserva: a RPPN Rio dos Monos, de acordo com dados obtidos pelo Sistema Informatizado de Monitoria de RPPN (SIMRPPN). Localizada no município de Barra do Choça, esta reserva abrange uma área de 8,85 hectares e foi oficialmente estabelecida pela Portaria Nº 19, em 9 de março de 2006, criada por Edson Paiva Pereira e Cleide Souza dos Santos. 

### Áreas prioritárias
No Sudoeste Baiano, as áreas prioritárias para conservação ambiental incluem biomas de Mata Atlântica, Campos Sulinos e Caatinga. Algumas das cidades nessa região que possuem importância para a preservação dessas áreas são Vitória da Conquista, com proteção integral e prioridade extremamente alta, além de parte de Caetanos, Mortugaba e Mirante, que têm recomendação para investigação científica. Encruzilhada, Ribeirão do Largo e Barra do Choça com recomendação para inventários biológicos, e parte de Poções, com  prioridade extremamente alta e recomendação para criação de Unidades de Conservação (UC). A conservação dessas áreas é essencial para proteger a biodiversidade e os ecossistemas únicos da região, garantindo a sustentabilidade ambiental e o equilíbrio ecológico.

### Controle de Poluição
Em Cândido Sales, atualmente a prefeitura, juntamente com o Ibama e a PF, está desenvolvendo ações para a limpeza do rio e a retirada de dejetos. Outro município com ações de combate à poluição é Tremedal, onde a câmara municipal aprovou uma nova lei para o meio ambiente, cujos artigos instituem a proibição, punição e a política como um todo. No município de Vitória da Conquista foi iniciado desde 2019 medidas para revitalização do Rio Verruga, visando inibir o lançamento de esgotos clandestinos no rio .  

### Centro de Triagem de Animais Silvestres
O Centro de Triagem de Animais Silvestres (CETAS) de Vitória da Conquista, implantado na década de 2000 e vinculado à Secretaria Municipal de Meio Ambiente (Semma), tem se destacado como uma unidade de referência, tanto no estado quanto fora dele, pela qualidade dos trabalhos prestados na preservação da biodiversidade. Seu objetivo é acolher e reabilitar animais silvestres resgatados pelas autoridades ambientais, devolvendo-os ao seu habitat natural. Localizado no Parque Municipal da Serra do Periperi, o CETAS tem sido fundamental na preservação e repovoamento da fauna nativa, tanto regional quanto nacionalmente. Sua atuação tem reduzido significativamente a mortalidade de animais vítimas do tráfico, ao mesmo tempo em que promove a conscientização ambiental. Além disso, o CETAS apoia ativamente o desenvolvimento de estudos e pesquisas conduzidos por várias instituições de ensino. 

### Herbário Sertão da Ressaca
O núcleo botânico, iniciado a partir do ano 2000, foi instaurado com o intuito de realizar o levantamento florístico das espécies ocorrentes na Serra do Periperi. Uma das principais atividades desenvolvidas é a produção de mudas de árvores nativas para áreas em recuperação do Parque Municipal da Serra do Periperi. Dentre as espécies de árvores nativas já produzidas pelo herbário estão: tamboril, pau-ferro, ipê-amarelo, jatobá, canafístula, madeira-nova, aroeira, entre outras. 

### Planos de Ação Natural (PAN)
No Sudoeste Baiano há uma grande diversidade de espécies que estão sob constante ameaça e com risco de serem extintas. Existem diversos fatores que ameaçam a diversidade de espécies na região, sendo a perda e fragmentação habitat a mais expressiva, causada principalmente pelo avanço da agropecuária, mas também fatores como a caça, coleta e comércio ilegal e atividade de mineração. Nesse sentido, os Planos de Ação Natural ou PAN, contribuem propondo ações para preservação de espécies que estão sendo ameaçadas.
Há inúmeras espécies que ocorrem no Sudoeste Baiano que estão sob algum nível de ameaça e são contempladas em um PAN, alguns exemplos são: a Leposternon kisteumacheri que é um anfisbenídeo, as conhecidas cobras-cegas ou cobra de duas cabeças, espécie esta que no Sudoeste Baiano ocorre nos municípios de Aracatu, Caetanos e Mirante, ela é contemplada pelo PAN de Herpetofauna do Nordeste que classifica esta espécie como vulnerável. Outra espécie que também está inserida nesse PAN é a Tropidophis grapiuna, uma serpente que ocorre nos municípios de Barra do Choça, Planalto e Poções, também classificada como vulnerável pelo PAN. Este plano pretende realizar ações que diminuam a perda e fragmentação do habitat destas espécies, reduzir a perda de indivíduos da natureza e melhorar a qualidade dos habitats que sofrem com contaminações.
Além dos PANs, há também listas de espécies ameaçadas que também possuem um importante papel na conservação de espécies ameaçadas. A lista da Bahia analisou 2607 espécies e 331 delas se enquadram em algum nível de ameaça. Dentre aquelas que estão presentes no Sudoeste Baiano estão duas espécies de primatas, que são Alouatta guariba e Alouatta caraya, estão classificadas como criticamente em perigo e em perigo, respectivamente. Porém, em nível nacional há o PAN de primatas do Nordeste que insere somente a espécie Alouatta caraya e a classifica como quase ameaçada. Alouatta guariba  ocorre nos municípios de Encruzilhada e Ribeirão do Largo e Alouatta caraya em Licínio de Almeida, Guajeru, Mortugaba, Jacaraci e Condeúba no Sudoeste Baiano.
Em Aves há o PAN de Aves da Caatinga, nele está presente uma espécie endêmica da Caatinga que é formicivora iheringi, popularmente conhecida como formigueiro-do-nordeste, ocorre nos municípios de Vitória da Conquista, Barra do Choça, Planalto e Poções, sendo classificada como uma espécies quase ameaçada. 
Por fim, na flora há o PAN de cactáceas, que inclui o Melocactus conoideus, presente nos biomas de Caatinga e Mata Atlântica. Até pouco tempo considerada endêmica do município de Vitória da Conquista, porém foram encontrados outros indivíduos em Minas Gerais, classificada como criticamente em perigo.

## Região Econômica Sudoeste da Bahia
Entre as décadas de 1980 e 2000 o estado da Bahia adotava a organização territorial em 15 Regiões Econômicas, dentre elas havia a Região Econômica do Sudoeste da Bahia que agrupava 39 municípios, durante esse tempo a denominação de região sudoeste foi reforçada pela criação da Universidade Estadual do Sudoeste da Bahia (com campus nas cidades de Vitória da Conquista, Jequié e Itapetinga), a emissora TV Sudoeste e muitos outros empreendimentos com esse nome em várias cidades da região.
Porém, essa organização territorial foi substituída pelos Territórios de Identidade, no entanto, mesmo com nomes semelhantes e ter uma sobreposição de municípios, não se trata da mesma área de abrangência. De fato 14 municípios do atual território de identidade sudoeste baiano também estavam na antiga região sudoeste da Bahia, mas os outros 10 municípios da TI estavam na Região Econômica da Serra Geral. Já, os municípios restantes da antiga região sudoeste atualmente compõe os territórios de Identidade do Médio Rio de Contas, Médio Sudoeste da Bahia e Vale do Jiquiriçá.

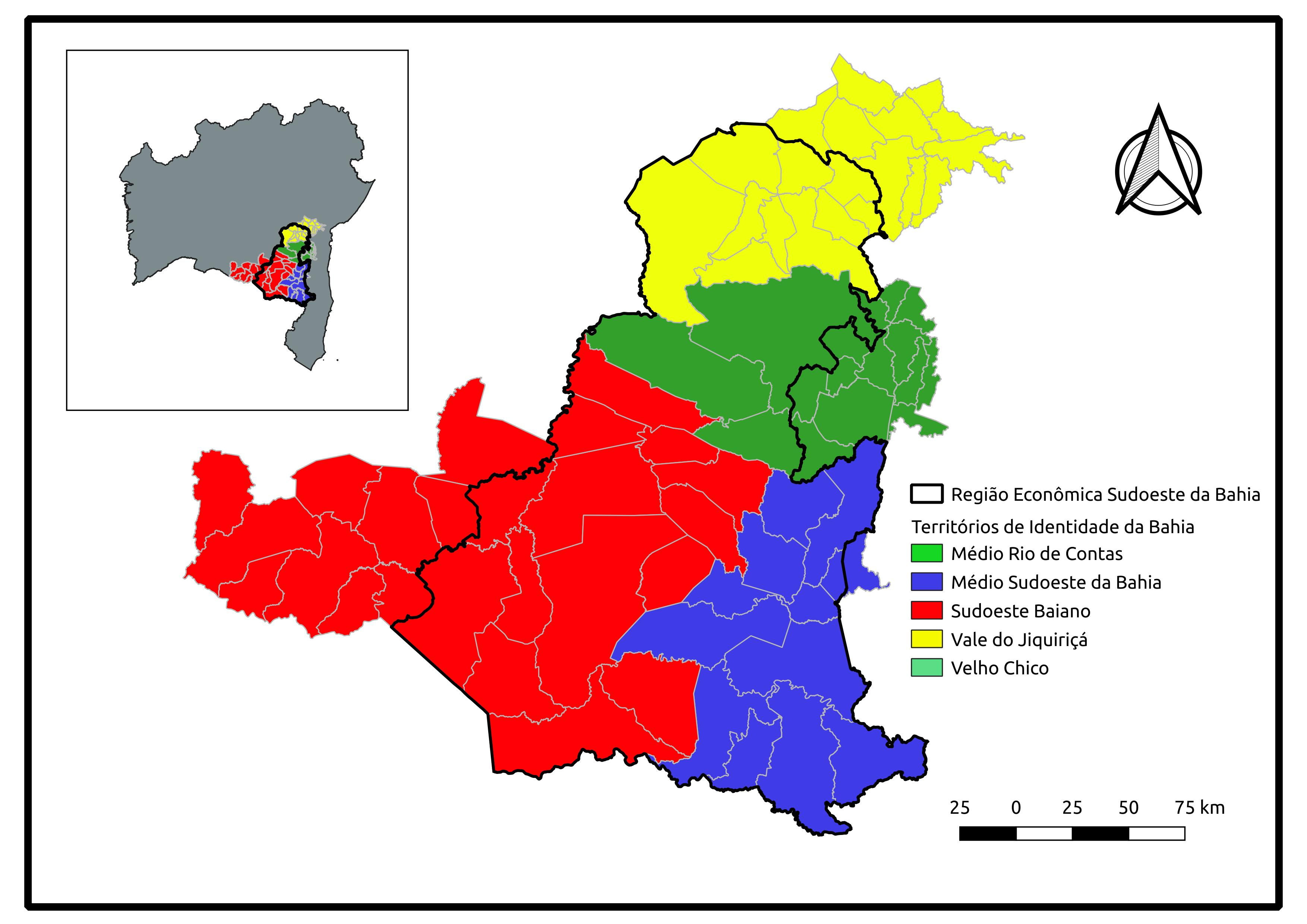
Limite da antiga Região Sudoeste sobreposto aos atuais Territórios de Identidade da Bahia que a substituíram.

| N  | Nome do Município    | Território de Identidade Atual |
| -- | -------------------- | ------------------------------ |
| 1  | Anagé                | Sudoeste Baiano                |
| 2  | Barra do Choça       | Sudoeste Baiano                |
| 3  | Belo Campo           | Sudoeste Baiano                |
| 4  | Bom Jesus de Serra   | Sudoeste Baiano                |
| 5  | Caetanos             | Sudoeste Baiano                |
| 6  | Cândido Sales        | Sudoeste Baiano                |
| 7  | Caraíbas             | Sudoeste Baiano                |
| 8  | Encruzilhada         | Sudoeste Baiano                |
| 9  | Mirante              | Sudoeste Baiano                |
| 10 | Planalto             | Sudoeste Baiano                |
| 11 | Poções               | Sudoeste Baiano                |
| 12 | Ribeirão do Largo    | Sudoeste Baiano                |
| 13 | Tremedal             | Sudoeste Baiano                |
| 14 | Vitória da Conquista | Sudoeste Baiano                |
| 15 | Boa Nova             | Médio Rio de Contas            |
| 16 | Jequié               | Médio Rio de Contas            |
| 17 | Manoel Vitorino      | Médio Rio de Contas            |
| 18 | Caatiba              | Médio Sudoeste da Bahia        |
| 19 | Firmino Alves        | Médio Sudoeste da Bahia        |
| 20 | Ibicuí               | Médio Sudoeste da Bahia        |
| 21 | Iguaí                | Médio Sudoeste da Bahia        |
| 22 | Itambé               | Médio Sudoeste da Bahia        |
| 23 | Itapetinga           | Médio Sudoeste da Bahia        |
| 24 | Itarantim            | Médio Sudoeste da Bahia        |
| 25 | Itororó              | Médio Sudoeste da Bahia        |
| 26 | Macarani             | Médio Sudoeste da Bahia        |
| 27 | Maiquinique          | Médio Sudoeste da Bahia        |
| 28 | Nova Canaã           | Médio Sudoeste da Bahia        |
| 29 | Potiraguá            | Médio Sudoeste da Bahia        |
| 30 | Cravolândia          | Vale do Jiquiriçá              |
| 31 | Irajuba              | Vale do Jiquiriçá              |
| 32 | Itaquara             | Vale do Jiquiriçá              |
| 33 | Itiruçu              | Vale do Jiquiriçá              |
| 34 | Jaguaquara           | Vale do Jiquiriçá              |
| 35 | Lafaiete Coutinho    | Vale do Jiquiriçá              |
| 36 | Lajedo do Tabocal    | Vale do Jiquiriçá              |
| 37 | Maracás              | Vale do Jiquiriçá              |
| 38 | Planaltino           | Vale do Jiquiriçá              |
| 39 | Santa Inês           | Vale do Jiquiriçá              |